# Meganisi
Meganisi (řecky Μεγανήσι, v překladu Velký ostrov) je řecký ostrov v Jónském moři, ze souostroví Jónské ostrovy. Nachází se jihovýchodně od ostrova Lefkada. Na ostrově o rozloze 22,4 km2 žije 1040 obyvatel (2011). Patří pod decentralizovanou správu Peloponésu, Západního Řecka a Jónských ostrovů a od roku 2011 pod správu regionální jednotky Lefkada. K ostrovu Meganisi náleží ještě ostrovy Skorpios a Sparti.

## Obyvatelstvo
V obci žilo v roce 2011 1041 obyvatel. Obec Meganisi se nečlení na obecní jednotky a člení se rovnou na tři komunity, které se dále skládají z jednotlivých sídel, tj. měst a vesnic. V závorkách je uveden počet obyvatel obecních jednotek a komunit.
- Komunita Katomeri (455) - sídlo: Katomeri (455).
- Komunita Spartochori (383) - sídlo: Spartochori (382) a ostrovy Skorpios (1) a Sparti (0).
- Komunita Vathy (203) - sídlo: Vathy (203).

## Popis
Meganisi je kopcovitý ostrov s nejvyšším bodem Megas Birnos 297 m n. m.(některé prameny uvádějí 267 nebo 309 m n. m.). Ostrov má podobu písmena C s délkou 11 km a šířkou (severní část) ve směru západo-východním 6 km. Od ostrova Lefkada jej dělí 800 m široká Meganisinská úžina. Pobřeží je členité se zářezy zálivů (sever) a dlouhým úzkým výběžkem na jihu. Sousedními ostrovy jsou Madouri, Thilia, Kythros, Petalis, Panagia, Nissopoula, Sparti, Skorpidi a Skorpios.
Ostrov je trvale obydlen. Ve vnitrozemí se nachází hlavní městečko Katomeri, u pobřeží leží přístavní městečka Vathy (Βαθύ)a Spartochori (Σπαρτοχώρι). Vesnice Spartochori se nachází nad přístavem Porto Spilia, je obklopen olivovými háji se starobylými uličkami a výhledem na záliv Spilia.
Na ostrově jsou školy (základní a lyceum), banky a kostely. Hlavní obživou obyvatel je rybolov, zemědělství (pěstování oliv a vinné révy), rozvíjí se turistický ruch.
Spojení se sousedními ostrovy zabezpečuje lodní doprava z Nidri (Lefkada) do Vathy nebo Spartochori pluje malý trajekt. Pravidelné linky jezdí také na Kefalonii, Ithaku, Korfu a další ostrovy.

### Pláže
Na členitém pobřeží v zálivech se nacházejí malé písčité a oblázkové pláže, které jsou dostupné z pevniny a moře. Mezi známé pláže patří:
- Spilia – v blízkosti přístavu Spilia

- Agios Ioannis – nejdelší pláž ostrova na západním pobřeží, v blízkosti Jeskyně démonů[6]
- Ai-Yianni v blízkosti přístavu Spilia

- Atherinos – dlouhá oblázková pláž dostupná pouze z moře
- Fanari – písčito-oblázková pláž na severo-východ od Katomeri
- Glosa – oblázková pláž
- Limonari – divoká pláž, jižně od Katomeri
- Elia – na východ od Katomeri

### Vývoj populace
| rok  | počet obyvatel |
| ---- | -------------- |
| 1981 | 1149           |
| 1991 | 1246           |
| 2001 | 1092           |
| 2011 | 1041           |

## Zajímavosti
- V jeskyni Papanikolisu v době druhé světové války měla úkryt stejnojmenná řecká ponorka Papanikolis.[3][5]